# 汕头都市报
《汕頭都市報》（簡稱“汕都”）是中国廣東省汕頭市的一份综合性日报，于1999年3月15日创刊，为汕頭經濟特區報社旗下的一份報刊，發行範圍一度覆盖潮汕地區，輻射粵東、閩南及贛南部分地區，是粵東首份面向市民的都市類報刊。報紙版面大小四开，工作日發行版面24版，周末及節假日發行16版。
2017年12月31日，《汕頭都市報》在其頭版發表“休刊轉型致讀者”一文，正式宣佈從2018年1月1日起休刊。汕頭經濟特區報社旗下的另一報刊《汕頭特區晚報》也於同日休刊。两報休刊後，原有品牌版面、著名栏目将并入《汕頭日报》，其微博和微信公眾號作為汕頭經濟特區報社旗下全媒體繼續運營。

## 历史
前身為汕頭市總工會主辦的《特區工報》。1998年12月31日，《特區工報》刊登休刊啟事，於1999年1月1日起休刊兩個月。在隨後發生的汕頭報業整合中，《特區工報》的出版單位特區工報社與汕頭日報社、汕頭特區晚報社聯合，於1999年3月1日重組成立汕頭經濟特區報社，《汕頭都市報》計劃創刊，原《特區工報》員工大部分由《汕頭都市報》接收。經過兩個星期的籌備，3月15日，《汕頭都市報》正式發行。
《汕頭都市報》以“辦市民最喜愛的報紙”為宗旨，新聞報道立足於本地民生，先後設置民生欄目“都市侃吧”、“社區新聞”、“愛心連線”及訪談類欄目“曉顰專訪”等。
2017年末，汕頭經濟特區報社啟動改革，發展新媒體，將旗下的《汕頭日報》、《汕頭特區晚報》及《汕頭都市報》合而為一，《汕頭都市報》與《汕頭特區晚報》於2018年1月1日起休刊，累計發行6860期。休刊後，《汕頭都市報》官方微博和微信公眾號繼續運營。

## 外部連結
- 《汕頭都市報》電子報 （页面存档备份，存于）
- 大華網（汕頭經濟特區報社官網） （页面存档备份，存于）
- 汕头都市报编辑部（新浪微博《汕頭都市報》官方账号）